# Pipistrellus adamsi
Pipistrellus adamsi es una especie de murciélago de la familia de los vespertiliónidos que sólo se encuentra en Australia, en las partes más septentrionales de Queensland y el Territorio del Norte.